# Metlaouia
Metlaouia là một chi bướm đêm thuộc họ Noctuidae.

## Các loài
- Metlaouia autumna Chrétien, 1910